# Янкович, Бранислав
Бранислав Янкович (черног. Branislav Janković; родился 8 февраля 1992 года в городе Котор, Югославия) — черногорский футболист, полузащитник клуба «Будучност» Подгорица. Выступал в сборной Черногории.

## Клубная карьера
Янкович — воспитанник тиватского «Арсенала». В 2009 году Бранислав перешёл в «Грбаль». 29 мая 2010 года в матче против «Ком» он дебютировал за команду в чемпионат Черногории. 9 апреля 2011 года в матче против «Будучности» Янкович забил свой первый гол за «Грбаль».
Летом 2015 года Бранислав перешёл в сербский клуб «Чукарички». 19 июля в матче против «Войводины» он дебютировал в чемпионате Сербии. 23 апреля 2016 года в поединке против столичного «Партизана» Янкович забил свой первый гол за «Чукарички».

## Международная карьера
23 мая 2014 года в товарищеском матче со сборной Словакии Янкович дебютировал за сборную Черногории.